# Сухейли, Али
Мирза Али-хан Сухейли (перс. علی سهیلی‎; 5 октября 1896 — 28 августа 1958) — премьер-министр (визирь) Ирана при Реза-шахе, дипломат и государственный деятель.

## Биография
Мирза Али-хан Мирза Гуламали оглу родился 5 октября 1896 года в семье служащего в городе Тебриз (Персия). В 1915 году Сухейли отправился в Тегеран, где поступил на службу у Гаджи Абдур-Раззак Ускуи.
Мирза Али-хан 1919 году учился в школе Персидской казачьей бригады.
С 1931 года Сухейли — на различных правительственных постах (заместителя министра путей сообщения, заместителя министра иностранных дел). В 1936-1938 годы Сухейли был послом в Лондоне, а в 1938-1939 годы — министром иностранных дел. Затем, после кратковременного пребывания на посту генерал-губернатора в Кермане (март-октябрь 1939 года) и на посту посла в Афганистане (октябрь 1939 — июнь 1940 года), он снова вошёл в состав правительства, занимая последовательно должности министра внутренних дел (1940—1941), министра иностранных дел (1941—1942) и премьер-министра (март — август 1942 года). При непосредственном участии Сухейли был заключён союзный англо-советcко-иранский договор 1942 года (…), а в его бытность премьером иранское правительство порвало дипломатические отношения с Японией (апрель 1942) и приняло некоторые меры против профашистской пропаганды в Иране. 9 сентября 1943 года его правительство объявило войну Германии.
С февраля 1943 по март 1944 года Сухейли ещё раз возглавлял правительство. В этот период Сухейли, уступая империалистическим стремлениям США и Англии, начал переговоры с ними о нефтяных концессиях на востоке и юго-востоке Ирана. В мае 1943 года его правительство предоставило чрезвычайные экономические полномочия американскому финансовому советнику Мильспо.
С 1948 года Сухейли занимает пост посла Ирана во Франции.